# 동부초등학교 율포분교
동부초등학교 율포분교는 대한민국 경상남도 거제시에 있는 공립 초등학교이다.

## 학교 연혁
- 1946년 9월 13일 율포공립국민학교 개교
- 1971년 3월 1일 쌍근분교장 인가
- 1996년 3월 1일 율포초등학교로 개칭
- 1999년 9월 1일 동부초등학교 율포분교장

## 참고 자료
- 동부초등학교율포분교장 - 한국교육학술정보원 학교알리미